# Richard Lugar

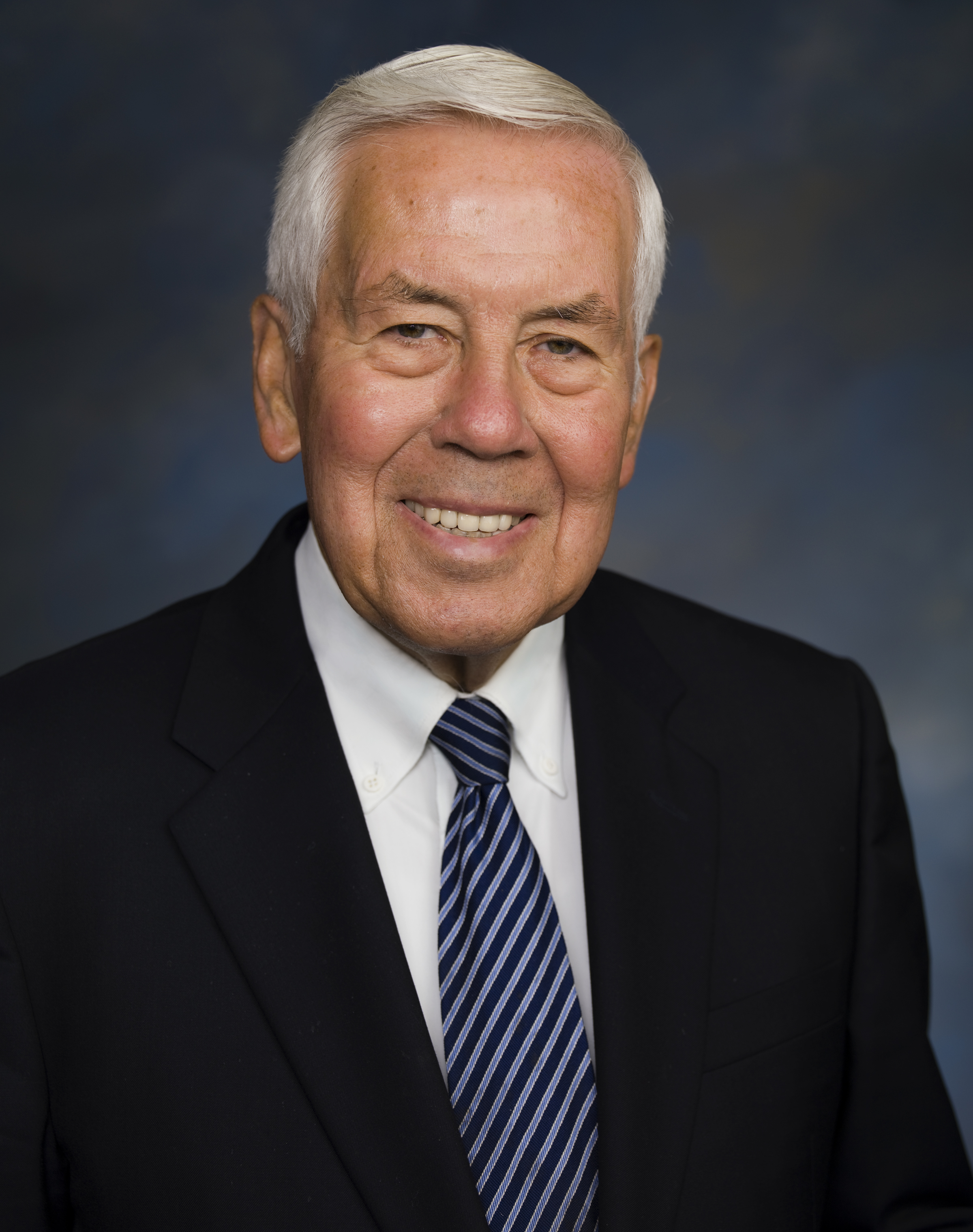
Richard Lugar (2010)

Richard Green „Dick“ Lugar (* 4. April 1932 in Indianapolis, Indiana; † 28. April 2019 in Falls Church, Virginia) war ein US-amerikanischer Politiker. Er war von 1977 bis 2013 einer der beiden US-Senatoren aus dem Bundesstaat Indiana. Er gehörte der Republikanischen Partei an und war von 1987 bis 1995 sowie von 2003 bis 2007 Vorsitzender des Senatsausschusses für Außenpolitik. Lugar setzte sich im Senat sehr stark für den Abbau nuklearer, biologischer und chemischer Waffen in der Welt ein.

## Leben und Werk

### Frühe Jahre und Ausbildung
Richard Lugar besuchte die Schule in seiner Geburtsstadt Indianapolis, war zur gleichen Zeit Pfadfinder und erhielt mit dem Eagle Scout deren höchste Auszeichnung. Sein Studium absolvierte er an der Denison University und schloss es 1954 ab, um danach an das Pembroke College der University of Oxford in England zu wechseln, wo er als Rhodes-Stipendiat Philosophy, Politics and Economics studierte. Hier blieb er bis 1956 und diente anschließend von 1957 bis 1960 bei der United States Navy.

### Politische Aktivität
Von 1964 bis 1967 war Lugar Mitglied des Schulausschusses von Indianapolis und wurde danach zum Bürgermeister der Stadt gewählt. In dieser Funktion war er eng verknüpft mit dem als „Unigov“ bezeichneten Vertrag zur Verwaltungsreform der Stadt Indianapolis und der Verknüpfung derselben mit dem Marion County. Seine Bestätigung erfolgte 1971 und kurz danach wurde er inoffiziell zu „Richard Nixon’s favorite mayor“ aufgrund seiner Bemühungen, die Regierungsgeschäfte auf die Kommunen zu dezentralisieren.
Richard Lugar trat 1974 erstmals als republikanischer Kandidat zu den Wahlen zum US-Senat an, unterlag jedoch dem Demokraten Birch Bayh. Im Jahr 1976 kandidierte er erneut und gewann diesmal gegen Vance Hartke. In den Folgejahren konnte er seinen Sitz über mehrere Wahlen erfolgreich verteidigen und wurde im Jahr 2006 letztmals mit einer Mehrheit von 87,4 % der Wähler bestätigt. Er bewarb sich 1996 um die Nominierung als republikanischer Präsidentschaftskandidat, die jedoch an Bob Dole ging.
Der profilierte Außen- und Sicherheitspolitiker war maßgeblich an den Ratifikationen des Senats für die Gesetze zum Abbau der weltweiten Produktion und Nutzung nuklearer, biologischer und chemischer Waffen beteiligt. Im Jahr 1991 initiierte er gemeinsam mit dem späteren Vorsitzenden des Senate Armed Services Committee Sam Nunn eine Initiative zur Vernichtung potentieller Massenvernichtungswaffen in der ehemaligen Sowjetunion. Bis heute wurden durch das Nunn-Lugar Cooperative Threat Reduction Program mehr als 5900 Nuklearsprengköpfe vernichtet, die vorher auf die USA gerichtet waren.
Als Vorsitzender des Senate Committee on Agriculture, Nutrition and Forestry unterstützte Lugar 1996 Reformen in der Landwirtschaft, die die staatliche Produktionskontrolle der 1930er Jahre beendete. Er initiierte ein Biokraftstoffprogramm, um die Abhängigkeit der US-Wirtschaft von ausländischem Öl zu vermindern. Ferner reformierte er das nationale Essensmarkensystem SNAP und förderte das gesetzliche Mittagessenprogramm für Schulen.
Im Juni 2007 forderte Lugar erstmals öffentlich einen Kurswechsel in der Irak-Politik von Präsident George W. Bush. Dessen Strategie der Truppenverstärkung im Irak verzögere notwendige Anpassungen der amerikanischen Außenpolitik und beschränke ihre diplomatischen Möglichkeiten. Lugars Äußerungen wurden als Zeichen dafür gewertet, dass der Präsident innerhalb seiner eigenen Partei in dieser Frage deutlich an Rückhalt verlor.
In der Primary seiner Partei am 8. Mai 2012 verlor Lugar die Nominierung für die Senatswahl an Richard Mourdock, den Kandidaten der Tea-Party-Bewegung. Der Demokrat Joe Donnelly besiegte Mourdock und trat Lugars Nachfolge im Senat an.
Richard Lugar starb im April 2019 im Alter von 87 Jahren.

## Ehrungen

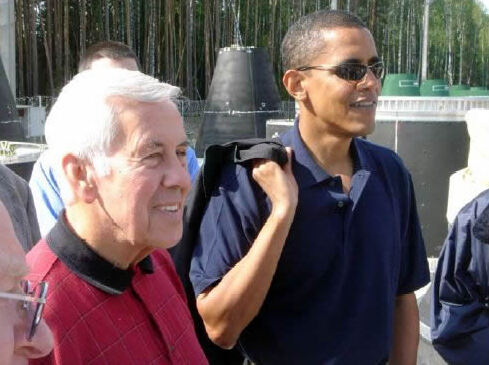
Die Senatoren Lugar und Obama auf einer russischen Militärbasis bei Perm (2005)

Für seine politische Arbeit erhielt Lugar eine Reihe von Auszeichnungen, darunter den Guardian of Small Business und den Spirit of Enterprise. Lugar ist 34-maliger Ehrendoktor an verschiedenen Universitäten. Er ist Mitglied der Nuclear Threat Initiative (NTI). 2004 erhielt er die Chairman’s Medal der Heinz Awards. Das Große Bundesverdienstkreuz mit Stern wurde ihm am 12. Dezember 1985, das Große Bundesverdienstkreuz mit Stern und Schulterband am 25. Januar 2013 verliehen. Ebenfalls 2013 wurde er zum Mitglied der American Academy of Arts and Sciences gewählt und bekam von Präsident Barack Obama die Presidential Medal of Freedom verliehen.
Am 22. August 2016 erhielt er den ukrainischen Orden der Freiheit.